# ラジオ・タイムズ
『ラジオ・タイムズ』（英: Radio Times）は、英国で発行されている、テレビ・ラジオ番組を扱う週刊誌である。世界で初めて発行された芸能情報などを伝える「リスティング・マガジン」（英: listings magazine）であり、当時BBCの総支配人を務めていたジョン・リースによって1923年に創刊された。雑誌は1937年から、BBCマガジン（英: BBC Magazines）で全て刊行されていたが、2011年にBBCマガジンがイミディエート・メディア・カンパニー（英: Immediate Media Company）に統合されたことで発行元が変わっている。

## 歴史と発行
『ラジオ・タイムズ』はBBCラジオの番組詳細を載せる雑誌として、1923年9月28日に、定価2ペンスで創刊された。当時の新聞は、聴取者増加が新聞の売り上げ減少に繋がることを恐れ、ラジオ番組の紹介をボイコットしていた。
当初ラジオ・タイムズは、BBCと発行者のジョージ・ニューンズの共同事業で発行されており、ニューンズは活字組み・印刷・雑誌の配送を行っていた。しかし1925年にBBCは雑誌の編集を全て管理するようになり、1937年までには出版作業を全て自社で行うようになった。この雑誌は一流ライター・イラストレーターを使うことでも知られており、特別号の表紙は毎号、収集価値のあるような優れたデザインである。
1928年、ラジオ・タイムズは「ベアード方式のテレビ試験放送」が毎朝30分定期的に行われることを発表した。BBCが行った 405-line television system による初めてのテレビ定期放送開始を受けて、ラジオ・タイムズの1936年10月23日号にはテレビ番組紹介欄が設けられた。これによりラジオ・タイムズ誌は、世界初のテレビ番組雑誌となった。当初は毎号2ページしかテレビ番組に割かれていなかったが、1937年1月にはグラビア写真の大特集が組まれたほか、1939年9月までには、3ページがテレビ番組紹介に使われるようになった。
1939年9月3日に、英国はドイツに対して宣戦布告し、テレビ放送も中止された。ラジオ放送は量を減らしつつも戦時中を通じて継続されたが、1944年までには紙割り当てが減少し、わずか20ページの紙面は、薄い紙に細かい字で書き込まれている有様だった。
戦後テレビ放送が復活し、ラジオ・タイムズも増刷したほか、地域版も制作されるようになった。1953年には、雑誌の後半部に掲載されていたテレビ番組情報が、日別のラジオ番組欄の横に掲載されるようになった。1950年代中盤を通して、ラジオ・タイムズの表紙はラジオよりもテレビを特集するようになっていき、1957年にはテレビ番組欄が雑誌の前半で、独立したセクションとして扱われるようになった。一方のラジオ番組欄は雑誌の後半へ追いやられた。
1950年代までには、ラジオ・タイムズはヨーロッパ随一の発行部数を誇るまでに成長し、1955年の週平均売り上げは880万ポンドに達した。
1991年に行われたテレビ番組情報誌の規制緩和まで、ラジオ・タイムズはBBCラジオ・テレビの番組情報しか掲載していなかった。一方で、民放最古参・最大手のテレビ局、ITVが発行する『TVタイムズ』では、自局のテレビ番組に加え、1982年からはチャンネル4の番組も扱っていた。今日では、どちらの雑誌も、英国の主要な地上波テレビ局・ケーブルテレビ・衛星放送のテレビ番組を全て取り扱うようになっている。他にも多数の情報誌がある中で、ラジオ・タイムズは現在でも英国のラジオ情報誌として最も認知度が高い。2007年5月22日号からは誌面が変更され、テレビ情報欄に1日当たり2ページ分が増刷されており、これにより1日分の番組情報欄は10ページとなった。
ラジオ・タイムズは当初毎週金曜日に発行されていたが、現在では毎週火曜日に発行され、次の土曜日から金曜日までの番組情報を掲載している。この方式は1960年に始められたもので、これ以前は日曜日から土曜日までの番組情報を掲載していた。
1969年のクリスマス号から、12月には2週分の番組情報を掲載した合併号が発行されるようになった。元々はクリスマスと新年分の番組情報を掲載していたが、クリスマスを含む2週間が新年より前に終わってしまう場合には別々の号として発行されることもある。"Christmas Number" と呼ばれるクリスマス号の表紙には、合併号ではなかった時代から、典型的な祝祭の絵柄が用いられている。これは、1970年代から表紙に写真を用いている通常号と比べるとやや変則的である。
ラジオ・タイムズには、地域ごとのテレビ・ラジオ番組を掲載した地域版が存在する。現在では一時に比べバージョン数が減少したが、これは地域間での番組表の差異が減り、地域版同士の統合が行われたためである。最も直近に行われたのは、2007年8月に行われた、イングランド中部地方版とロンドン・アングリア版の統合である。反対にウェールズでは、ウェールズ・ウェスト版（ウェールズ・西イングランド向け）から分割されてウェールズ版が新設されたが、これはITVウェールズ&ウェスト（旧HTV）の放送エリアを反映したものである。
2010年以来、毎日のテレビ番組情報は、10ページ以上が割かれるか、5面の見開き記事が組まれるかのどちらかである。"Choices" と題して2ページの特集記事・レビューが書かれた後、2ページの地上波テレビ情報欄が続く。この情報欄は、昼間の番組情報に1列、夕方から夜の番組情報に5列が使われている。その後デジタル放送の番組情報が6ページ続く。
デジタル放送が一般的になるまでは、毎日の地上波テレビページへ広告を含んだ3面の見開き記事が費やされることもあったが、この方式は民間の出版社にテレビ情報誌の出版許可が出されてから次第に消えていった。
1991年にテレビ情報誌の規制緩和が行われた後、ラジオ・タイムズは、他のテレビ情報誌から、出版に際して不公平なアドバンテージを得ており、BBCやその他の民間放送で宣伝されていると強く批判された。この1件は訴訟沙汰にまでなり、ラジオ・タイムズがBBCとの緊密な関係を解除すれば、BBCによる広告が認められるだろう、との判決が下された。しかし広告はカバーの静止画でなければならないとの制約と、「他のテレビ情報誌にも利用可能な」ものにするという免責事項が付けられ、結果として、当面は一般的フレーズを掲載することで落ち着いた。2000年代初頭には、BBCでの出版物の広告はまばらになった。ラジオ・タイムズは、2005年以来BBCテレビ・ラジオで広告されていないが、これはライバル出版社からの「宣伝は販売競争の上で不公平だ」との訴えを受けたものである。
2013年1月から2014年1月までのラジオ・タイムズの出版部数は831,591部（ 6.9%）で、『TVチョイス』（1,374,813部、 11.8%）や『ワッツ・オン・TV』（1,049,558部、 14.1%）に続いて、英国のテレビ情報誌として第3位の売り上げである。

### 地域版のエリア別掲載範囲
| 地域版                                                                | BBCの放送地域 | ITVの放送地域 | その他のチャンネル |
| --------------------------------------------------------------------- | --- | --- | --- |
| ロンドン/アングリア/ミッドランズ版 London/Anglia/Midlands             | - BBCロンドン (BBC London) - BBCサウス・イースト (BBC South East) - BBCイースト (BBC East) - BBCミッドランズ (BBC Midlands) - BBCイースト・ミッドランズ (BBC East Midlands)                              | - ITVロンドン (ITV London) - ITVアングリア (ITV Anglia) - ITVセントラル (ITV Central)                                                | ロンドン・ライブ ビッグ・センターTV |
| 南部・西部・南西イングランド版 South/West/South West                  | - BBCサウス (BBC South) - BBCサウス・イースト (BBC South East) - BBCウェスト (BBC West) - BBCサウス・ウェスト (BBC South West)                                                                           | - ITVメリディアン (ITV Meridian) - ITVウェスト・カントリー (ITV West Country) - ITVチャンネル・テレビジョン (ITV Channel Television) | |
| ヨークシャー/北東・北西イングランド版 Yorkshire/North East/North West | - BBCヨークシャー (BBC Yorkshire) - BBCヨークシャー&リンカンシャー (BBC Yorkshire and Lincolnshire) - BBCノース・イースト&カンブリア (BBC North East and Cumbria) - BBCノース・ウェスト (BBC North West) | - ITVヨークシャー (ITV Yorkshire) - ITVタイン・ティーズ (ITV Tyne Tees) - ITVグラナダ (ITV Granada)                                  | - BBC Oneスコットランド (BBC One Scotland) - BBC Twoスコットランド (BBC Two Scotland) - BBC Oneウェールズ (BBC One Wales) - BBC Twoウェールズ (BBC Two Wales) - ITVアングリア - ITVボーダー (ITV Border) - ITVセントラル - ITVウェールズ&ウェスト (ITV Wales & West) - S4C |
| スコットランド/国境部カントリー版 Scotland/Border                     | BBCスコットランド | - STVノース (STV North) - STVセントラル (STV Central) - ITVボーダー - ITVボーダー・スコットランド                                    | - BBCアルバ - BBC Oneイングランド - BBC Twoイングランド - STVエディンバラ (STV Edinburgh) - STVグラスゴー (STV Glasgow) |
| ウェールズ Wales                                                      | BBCキムルー・ウェールズ | ITVキムルー・ウェールズ (ITV Cymru Wales)                                                                                            | - S4C - BBC Oneイングランド - BBC Twoイングランド - ITVセントラル - ITVグラナダ - ITVウェスト - ITVウェストカントリー (ITV Westcountry) |
| 北アイルランド版 Northern Ireland                                     | BBC北アイルランド | UTV | - RTÉ One - RTÉ2 - TV3 |

## 番組表のカラーコード
1990年6月から12月までの間、番組ページのヘッダーには、映画ならば■ディープ・ピンク、テレビ番組ならば■ダーク・ブルー、ラジオ番組ならば■水色が使われていた。また曜日は各ページ半分から下のブロック内での背景色で分かるようになっており、曜日別に異なる色が使われていたほか、ラジオ番組のページでは色分けされたロゴが使われていた。これらの色は12月に一新された。塗り分けは以下の通りである。
- 土曜日：■赤
- 日曜日：■青→■紺色
- 月曜日：■黄色
- 火曜日：■紫
- 水曜日：■緑
- 木曜日：■マゼンタ
- 金曜日：■セルリアンブルー→■ダーク・パープル

1994年9月の紙面変更で曜日は縦に書かれるようになり、これは2001年のイースターまで続いた。2001年イースター号からは新しいフォントが用いられるようになり、番組ページの上部に曜日が水平に書かれるスタイルに戻された。1991年からは、全局を網羅したチャンネルのロゴが使用されるようになった。このレイアウトは1999年9月に改変され、プライムタイムの番組については細い縦欄2本に4チャンネル分書かれていたのが、チャンネル5と地域番組を1つの広い縦列に収めるようになった。レイアウトの変更はこれ以降行われていない。
1997年以前は、地域での別番組放送は、そのチャンネルの番組情報が書かれたページの下部に書かれていた。
2004年11月には、金曜日の色が■ダーク・パープルに変えられたほか、日曜日の色は後に■紺色に変更された。

## 誌面のデジタル化
2012年12月、BBCは創刊号から2009年発行分までのおよそ4,500号全てをスキャンし、BBCの番組情報をデジタル化した。このプロジェクトは『BBCゲノム・プロジェクト』と呼ばれ、BBCの放送した番組のオンライン・データベースができることになった。データベースには、およそ500万本の番組が収められており、番組に関わった俳優・司会者・技術スタッフは850万人にも上る。BBCゲノム・プロジェクトは、パブリック・ユースとして2014年10月15日にリリースされた。OCRのエラー訂正や、宣伝スケジュールの変更は、現在クラウドソース化されている。

## 表紙
雑誌がBBCによって発行されていた時代は、その表紙にはBBCの番組が取り上げられる傾向が強かった。例えば2005年は、51号発行された内の31号で、BBCの番組に関連した表紙が付けられている。中でも『ドクター・フー』は最も多く取り上げられた題材で、放送開始 ("An Unearthly Child")  から49年の間に29号・35枚の表紙を飾っている（号数と枚数が合わないのは2面表紙などのため）。
ほとんどの表紙は片面だけ光沢のある紙に描かれている。一方で、雑誌には多数の写真で作られ、広げることのできる2倍・3倍幅の表紙が付けられることもある。クラフツなどのイベント開催時や、人気番組の新シリーズが決定した際には、記念に複数バージョンの表紙が作られ、これを収集するコレクターも存在する。英国を構成するホーム・ネイションズ4ヶ国のうち複数が参加するスポーツ・イベントの際には、それぞれの国を特集した表紙が別々に作られる。『時空刑事1973 ライフ・オン・マーズ』第2シリーズが放送されていた間は、シリーズを宣伝するため、1973年風の表紙が雑誌の3ページに掲載されていた。
2005年4月には、『ドクター・フー』に登場するダーレクの帰還と、間近に迫っていた2005年イギリス総選挙を記念した2倍幅の表紙が作られた。この表紙は、1964年に放送された『ドクター・フー』のエピソード10 "The Dalek Invasion of Earth" (en) でダーレクがウェストミンスター橋を疾走する様子を再現したもので、後ろには国会議事堂であるウェストミンスター宮殿が描き込まれている。また表紙には "VOTE DALEK!"（意味：ダーレクに投票せよ！）との一文が書かれている。2008年に定期刊行物発行者教会が協賛したコンテストではこの表紙が、英国の歴史上最も素晴らしい雑誌表紙に投票で選ばれた。
毎年、ラジオ・タイムズは表紙に取り上げた人物や番組を祝うイベント『ラジオ・タイムズ・カバーズ・パーティー』（英: The Radio Times Covers Party）を開いており、ここでは額縁入りで特大の表紙がお目見えする。
最近では、クリスマス号の表紙バックナンバーをクリスマスカードに仕立てたパックが発行されている。

## 発行されなかった号
様々な理由から、ラジオ・タイムズには発行されなかった号がある。日付と理由は以下の通りである。
- 1926年5月14日号（1926年イギリスゼネラル・ストライキ（英語版））
- 1947年2月21日号（燃料不足）
- 1947年2月28日号（燃料不足）
- 1950年9月8日号（印刷業者の闘争[注 7]）
- 1950年10月13日号（印刷業者の闘争）
- 1950年10月20日号（印刷業者の闘争）
- 1950年10月27日号（印刷業者の闘争）
- 1981年8月1日号（印刷業者の闘争）
- 1983年4月2日号（印刷業者の闘争）
- 1983年4月9日号（印刷業者の闘争）
- 1983年12月3日号（印刷業者の闘争）

## 『ラジオ・タイムズ・ガイド』
2000年以来、BBCワールドワイドは "Radio Times Guide to Films" を発行しているが、これは21,000本の映画を1,707ページに収めたものである。2006年版はキルメニー・フェイン＝サンダース（英: Kilmeny Fane-Saunders）が編集し、BBCの番組 "Film..." (en) シリーズの前司会者・映画評論家のバリー・ノーマンの紹介文が付けられた。2007年版ではアンドリュー・コリンズが紹介文を書いている。
また姉妹編として、コメディを扱う "Radio Times Guide to Comedy" や SFを扱う "Radio Times Guide to Science-Fiction" がある。

## ウェブサイト
ラジオ・タイムズのウェブサイトは1997年に開設され、元々テレビ番組などの情報サイトとして運用されていた。2011年には、これらの情報だけでなく、テレビ・ラジオ・映画のおすすめ作品を扱うサイトへ範囲を広げた。